# Лорел (Нью-Йорк)
Лорел (англ. Laurel) — переписна місцевість (CDP) в США, в окрузі Саффолк штату Нью-Йорк. Населення — 1495 осіб (2020).

## Географія
Лорел розташований за координатами 40°58′18″ пн. ш. 72°33′21″ зх. д. / 40.97167° пн. ш. 72.55583° зх. д. (40.971576, -72.555967).  За даними Бюро перепису населення США в 2010 році переписна місцевість мала площу 7,96 км², з яких 7,77 км² — суходіл та 0,19 км² — водойми.

## Демографія
Згідно з переписом 2010 року, у переписній місцевості мешкали 1394 особи в 524 домогосподарствах у складі 386 родин. Густота населення становила 175 осіб/км².  Було 810 помешкань (102/км²).
Расовий склад населення:
| - 92,0 % — білих - 1,7 % — чорних або афроамериканців - 0,4 % — азіатів - 3,7 % — осіб інших рас |

До двох чи більше рас належало 2,1 %. Частка іспаномовних становила 8,9 % від усіх жителів.
За віковим діапазоном населення розподілялося таким чином: 23,5 % — особи молодші 18 років, 58,6 % — особи у віці 18—64 років, 17,9 % — особи у віці 65 років та старші. Медіана віку мешканця становила 43,8 року. На 100 осіб жіночої статі у переписній місцевості припадало 102,9 чоловіків;  на 100 жінок у віці від 18 років та старших — 99,1 чоловіків також старших 18 років.
Середній дохід на одне домашнє господарство  становив 127 213 долари США (медіана — 103 723), а середній дохід на одну сім'ю — 138 537 доларів (медіана — 103 191). За межею бідності перебувало 2,7 % осіб, у тому числі 12,4 % дітей у віці до 18 років та 0,0 % осіб у віці 65 років та старших.
Цивільне працевлаштоване населення становило 622 особи. Основні галузі зайнятості: освіта, охорона здоров'я та соціальна допомога — 22,3 %, науковці, спеціалісти, менеджери — 15,9 %, мистецтво, розваги та відпочинок — 15,1 %.